# Bactrocera pacificae
Bactrocera pacificae är en tvåvingeart som beskrevs av Drew och Romig 2001. Bactrocera pacificae ingår i släktet Bactrocera och familjen borrflugor. Inga underarter finns listade.